# Unité urbaine d'Orthez
L'unité urbaine d'Orthez est une unité urbaine française centrée sur la commune d'Orthez, dans le département des Pyrénées-Atlantiques en région Nouvelle-Aquitaine.

## Données générales
Dans le zonage réalisé par l'Insee en 2010, l'unité urbaine était composée de cinq communes.
Dans le nouveau zonage réalisé en 2020, elle est composée des cinq mêmes communes.
En 2022, avec 13 076 habitants, elle représente la 5e unité urbaine du département des Pyrénées-Atlantiques et occupe le 36e rang dans la région Nouvelle-Aquitaine.
En 2021, sa densité de population s'élève à 181 hab/km2. Par sa superficie, elle représente 0,94 % du territoire départemental et, par sa population, elle regroupe 1,87 % de la population du département des Pyrénées-Atlantiques.

## Composition 2020 de l'unité urbaine
Elle est composée des cinq communes suivantes :
| Nom                   | Code Insee | Département          | Statut       | Superficie (km2) | Population (dernière pop. légale) | Densité (hab./km2) | Modifier                                    |
| --------------------- | ---------- | -------------------- | ------------ | ---------------- | --------------------------------- | ------------------ | ------------------------------------------- |
| Orthez (ville-centre) | 64430      | Pyrénées-Atlantiques | ville-centre | 45,86            | 10 836 (2022)                     | 236                | modifier les données · modifier les données |
| Argagnon              | 64042      | Pyrénées-Atlantiques | banlieue     | 9,33             | 699 (2022)                        | 75                 | modifier les données · modifier les données |
| Biron                 | 64131      | Pyrénées-Atlantiques | banlieue     | 4,00             | 607 (2022)                        | 152                | modifier les données · modifier les données |
| Castétis              | 64177      | Pyrénées-Atlantiques | banlieue     | 9,06             | 644 (2022)                        | 71                 | modifier les données · modifier les données |
| Sarpourenx            | 64505      | Pyrénées-Atlantiques | banlieue     | 3,35             | 290 (2022)                        | 87                 | modifier les données · modifier les données |

## Évolution démographique
| 1968   | 1975   | 1982   | 1990   | 1999   | 2009   | 2014   | 2021   | 2022   |
| ------ | ------ | ------ | ------ | ------ | ------ | ------ | ------ | ------ |
| 12 229 | 12 518 | 12 675 | 12 203 | 12 234 | 12 842 | 12 962 | 12 928 | 13 076 |

#### Données générales
- Unité urbaine en France
- Aire d'attraction d'une ville
- Liste des unités urbaines de France

#### Données démographiques en rapport avec l'unité urbaine d'Orthez
- Aire d'attraction d'Orthez
- Arrondissement de Pau

#### Données démographiques en rapport avec les Pyrénées-Atlantiques
- Démographie des Pyrénées-Atlantiques